# Ана Фафулић
Ана Фафулић (Лозница, 25. март 1984) je српска сликарка.

## Биографија
Рођена је 25. марта 1984. у Лозници. Била је прва која је излагала у Србији на републичком сајму 1996—2003. Дипломирала је сликарство на Академији уметности Универзитета у Новом Саду 2008. године, у класи професора Јована Ракиџића. Од 2016. године је члан Удружења ликовних уметника Србије. Самостално је излагала са изложбом „Трг пјесника” у Будви 1999, галерији „Мина Караџић” у Лозници 2002. и 2008, Студентском културном центру Новог Сада 2006, великој галерији Установе за културу „Браћа Стаменковић” у Београду 2008, галерији Културног центра Зворник 2011. и галерији у Торонту 2014. године. Добитница је више награда за ликовно изражавање и учешће на изложбама, неке од њих су награда галерије „Арт Гарден” у Сомбору 2008, награда галерије „Арт Центар” у Београду 2012. и награда жирија Савремене галерије „Ечка” у Зрењанину 2009. године. Била је организатор ликовне колоније „Зворник 2011.” у Републици Босна и Херцеговина и организатор аукцијске продаје слика. Урадила је сценографију представе „Роман љубави” 2001. и „Женидба краља Вукашина” 2002. за Гимназију у Лозници, сликање сценографије за представу „Тартуф” и „Пигмалион” 2003. и сликање сценографије за завршну представу Академије уметности Универзитета у Новом Саду 2006, шминку за позоришну представу „Траума” позоришта у Зворнику и сценографију за представу „Вирус” Гимназије у Лозници 2011. године.